# Thomas Uhl

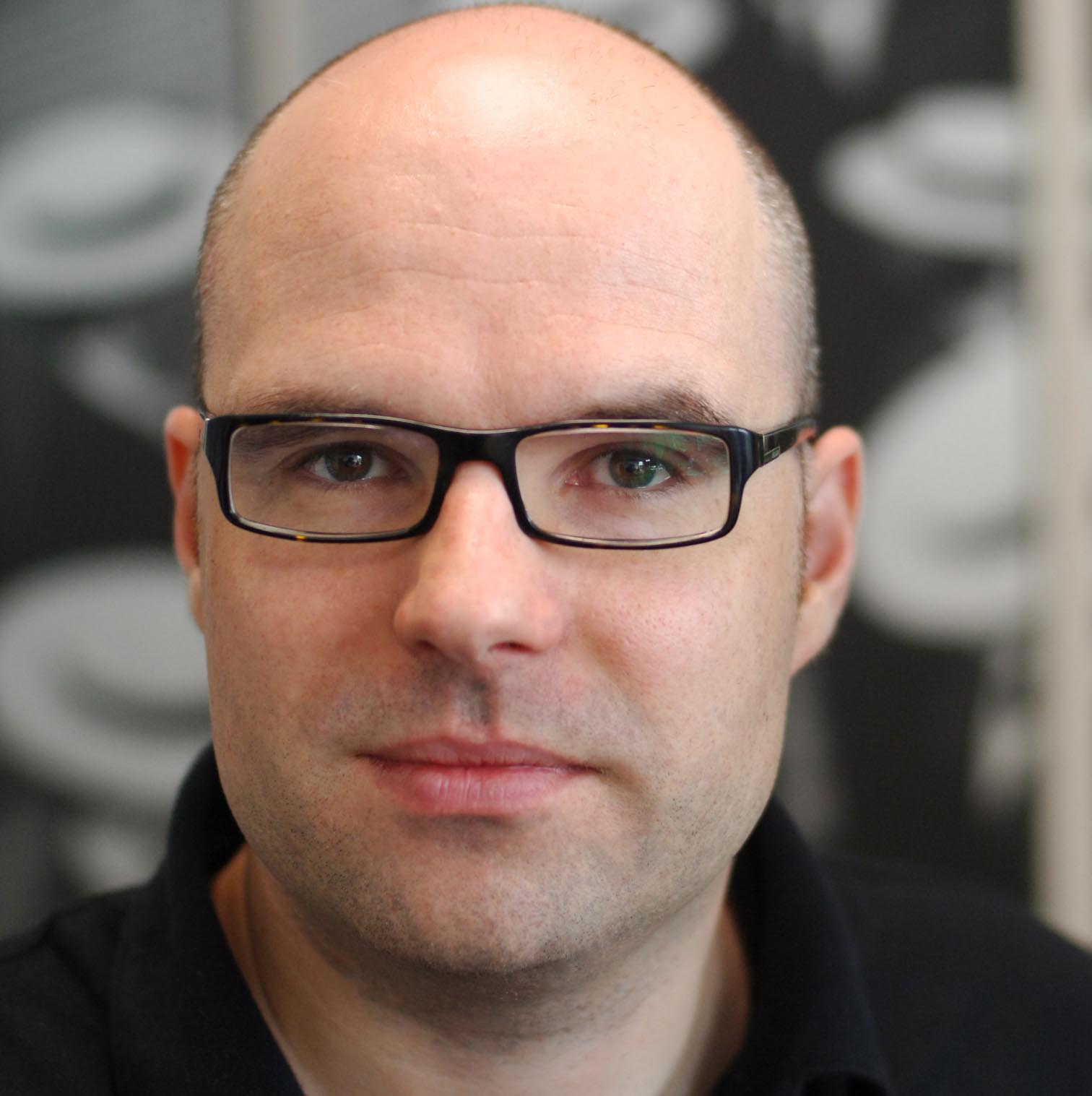
Thomas Uhl (2006)

Thomas Ludwig Uhl (* 30. Dezember 1969 in Würzburg; † 21. August 2015 in München) war ein deutscher Medizin-Informatiker und Geschäftsführer der Tom & Friends GmbH mit Sitz in Stuttgart.

## Leben
Uhl studierte medizinische Informatik an der Universität Heidelberg und der Hochschule Heilbronn. Er gründete die erste Firma im Jahr 1990 in Form der Alich Andreas, Reiß Jürgen, Sprenger Christian, Uhl Thomas GbR (Modular Systems). Diese entwickelte die Portierung des Hänisch-Modula-2-Compilers auf die Atari-ST-Plattform weiter und sorgte für den Vertrieb in ganz Europa.
Im Jahr 1994 gründete er die Thinking Objects Software GmbH in Würzburg, die später in die Topalis AG mit Sitz in Stuttgart überführt wurde. Er ist Mitautor eines der ersten Linux-Bücher Linux, vom PC zur Workstation. Thomas Uhl war mehrere Jahre im Vorstand des LIVE Linux-Verbands und war Gründungs- und Vorstandsmitglied der Open Source Business Alliance, früher Lisog. Im Rahmen seiner Tätigkeit für die Lisog verantwortete er die Definition des „Open Source Cloud Reference Stacks“, einer Aggregation verschiedener quelloffener Komponenten einzelner Lisog-Mitglieder zu einem solution stack.
Thomas Uhl war bis Dezember 2010 Vorstand der Topalis AG. Darüber hinaus war er bis zu seinem Tod Aufsichtsrat der Grau Data AG in Schwäbisch Gmünd und der Shift Consulting AG in Andechs. Einen Sitz im Aufsichtsrat der Topalis AG hatte er von Januar 2011 bis Mitte 2011 inne.
Als Gründungsmitglied der GENO Gesundheitsnetze eG setzte er sich für die intersektorale Vernetzung des medizinischen Versorgungssystems ein. Von Februar 2011 bis Dezember 2011 war Thomas Uhl Mitglied des Advisory Boards der Sones GmbH in Erfurt. Uhl war darüber hinaus einer der Initiatoren der Deutschen Wolke.
Daneben war Thomas Uhl im Bereich Business Development für verschiedene Firmen tätig und vermittelte u. a. IT-Spitzenkräfte an befreundete Firmen. Zudem beteiligte er sich mit Tom & Friends GmbH an Technologie-Firmen und führte damit das ihm zum Januar 2011 übergebene Holding-Geschäft der Topalis AG unter anderem Namen weiter.
Gegen Ende 2013 gründete Uhl gemeinsam mit seinem Bruder Roland Uhl sowie einem langjährigen Bekannten die Empalis Systems GmbH aus. Thomas Uhl verantwortete als Geschäftsführer der Empalis Systems GmbH hauptsächlich die Bereiche Technologie-Consulting und Strategieberatung.
Durch die Unterstützung der Thinking Objects wurden die ISDN4Linux-Gerätetreiber entwickelt. Thinking Objects half bei der Portierung von Linux auf die IBM-Mainframe-Architektur. Im Jahr 2000 wurde die erste 64-Bit-Distribution unter dem Namen Think Blue Linux veröffentlicht, die als Grundlage für die Portierung des SAP-Applikationsservers diente.
Zur Schaffung einer stabilen Open-Source-RDP-Implementierung initiierte Uhl die Gründung der OpenThinClientAlliance im Rahmen einer Arbeitsgruppe der Open Source Business Alliance. Hauptziel des Projektes ist eine plattformübergreifende remoteFX-Implementierung auf der Basis von FreeRDP.
Uhl war einer der Direktoren der Open Cloud Initiative. Die OCI fördert die Schaffung und Verbreitung offener Standards zum Thema Cloud Computing. Von 2010 bis 2014 war er ehrenamtlicher Wikipedia-Autor.
Uhl starb unerwartet am 21. August 2015 im Alter von 45 Jahren.

## Software-Produkte
Als Linux-Protagonist setzte Uhl sich für die Verbreitung von Open-Source-Software, die Nutzung offener Standards und die Interoperabilität ein. Ein Schwerpunkt war dabei die Beratung von Firmen im Thema Geschäftsmodelle. Auf seine Initiative hin wurden verschiedene Software-Produkte in einer dualen Lizenz verfügbar:
- VirtualBox (Innotek GmbH/Sun/Oracle)
- OPENARCHIVE (Grau Data AG)
- sones GraphDB (sones GmbH)
- Nuclos (Novabit GmbH)
- Conversations (VIPcom GmbH)
- Product Lifecycle Management (OSSWORX Inc.)
- Helium V (Helium V IT-Solutions GmbH)
- Blocklevel-Storage Systeme auf LIO-Basis (RisingTide Systems)
- SOAPGATE (QKom GmbH)[11]

## Buchveröffentlichungen
- LINUX. Unix für jedermann. Der PC als Workstation. Vogel Verlag, 1998, ISBN 978-3-8259-1330-4.
- Das Internet-Handbuch für Windows. Connect and Play mit EUnet’s, SurfSuite/SurfKit. Dpunkt Verlag, 1997, ISBN 978-3-920993-10-2.
- LINUX Vom PC zur Workstation: Grundlagen, Installation und praktischer Einsatz. Springer Verlag, 1994, ISBN 978-3-540-57383-8.
- The Complete Linux Kit. Springer Verlag, 1996, ISBN 978-0-387-14224-1.
- Linux Unleashing the Workstation in Your PC. Springer Verlag, 1994, ISBN 978-0-387-58077-7.
- Linux Universe: Installation and Configuration. Springer Verlag, 1995, ISBN 978-0-387-94506-4.